# 倭竹属
倭竹属（学名：Shibataea）又名鹅毛竹属，是禾本目禾本科的一个属，为小灌木状竹。该属共有约5种，分布于东亚。